# Anevrina thoracica
Anevrina thoracica är en tvåvingeart som först beskrevs av Johann Wilhelm Meigen 1804.  Anevrina thoracica ingår i släktet Anevrina och familjen puckelflugor. Arten är reproducerande i Sverige. Inga underarter finns listade i Catalogue of Life.